# 西鯖江駅
西鯖江駅（にしさばええき）は、福井県鯖江市桜町一丁目にある、福井鉄道福武線の駅である。駅番号はF5。

## 歴史
- 1924年（大正13年）2月23日：福武電気鉄道の開通に伴い開業[2][3][1]。
- 1945年（昭和20年）8月1日：福井鉄道設立に伴い、同社の福武線の駅となる[2]。
- 1995年（平成7年）9月22日：桜町公民館（廃止）を併設した駅舎が竣工[4]。
- 2009年（平成21年）5月：駅舎の事務室跡に福井鉄道に関するミニ資料館オープン。
- 2021年（令和3年）6月1日：駅係員配置時間を朝のみに変更、同時に自動券売機を設置[5]。

## 駅構造
相対式ホーム2面2線を有する地上駅である。朝の一部の列車と夕方の時間帯に列車交換が行われている。
駅舎は2階建てだが、改札・待合室はすべて1階にある。なお、かつては駅員を配置し窓口を開設する有人駅であったが、2021年6月1日より窓口を廃止し自動券売機（7時から18時40分まで稼働）を設置。同時に駅係員配置時間を、朝の時間帯のみ（7時から9時）に変更している。
駅舎事務所跡に福井鉄道の歴史に関する資料を展示したミニ資料館が2009年（平成21年）5月に開設、駅舎改築時に桜町公民館を2階に併設していたが、いずれも廃止されている。
| のりば | 路線                                 | 方向 | 行先                         |
| ------ | ------------------------------------ | ---- | ---------------------------- |
| 1      | ■福武線 （フェニックス田原町ライン） | 下り | 福井駅・田原町・鷲塚針原方面 |
| 2      | ■福武線 （フェニックス田原町ライン） | 上り | たけふ新方面                 |

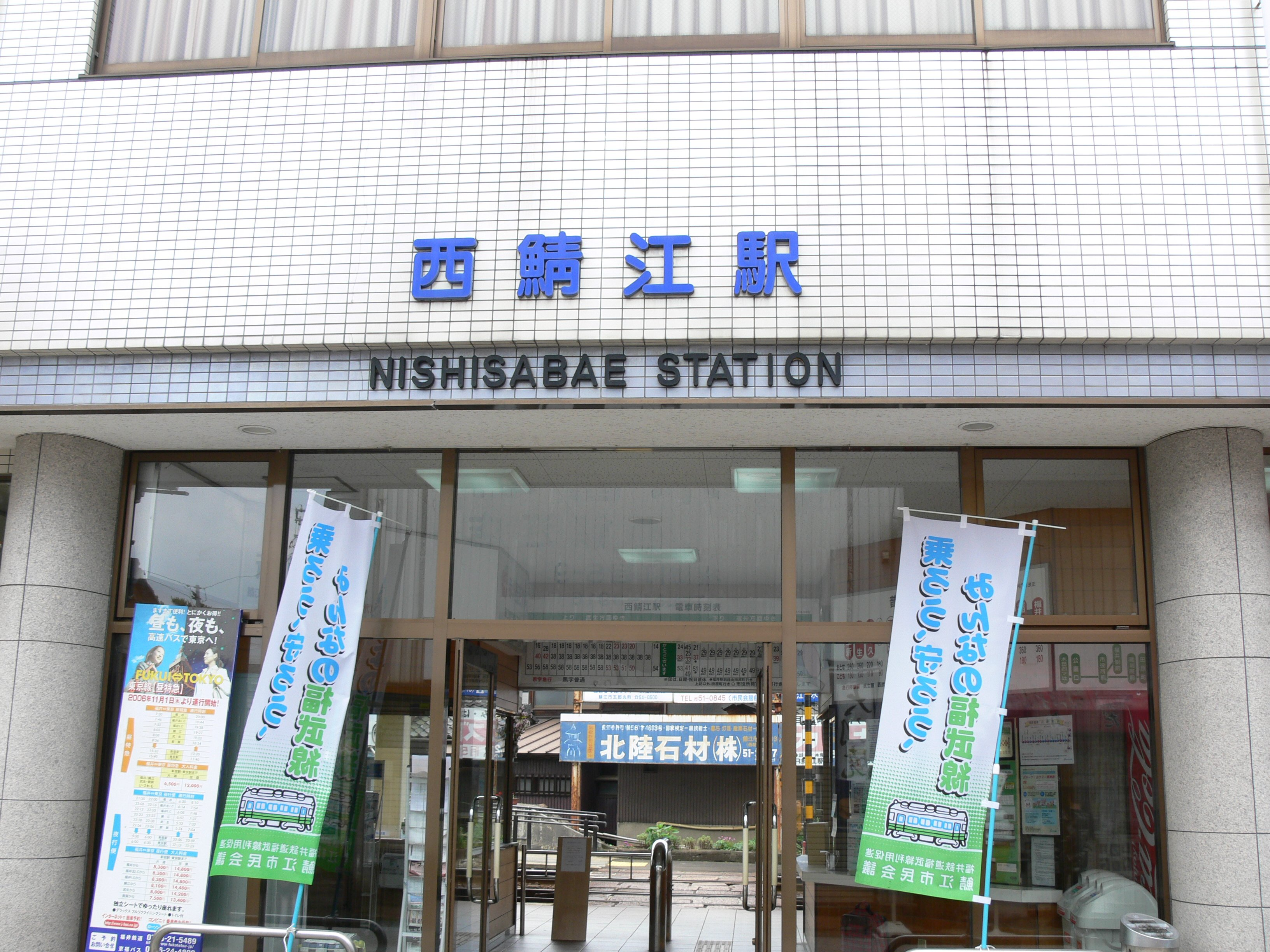
駅舎入口（2009年6月）
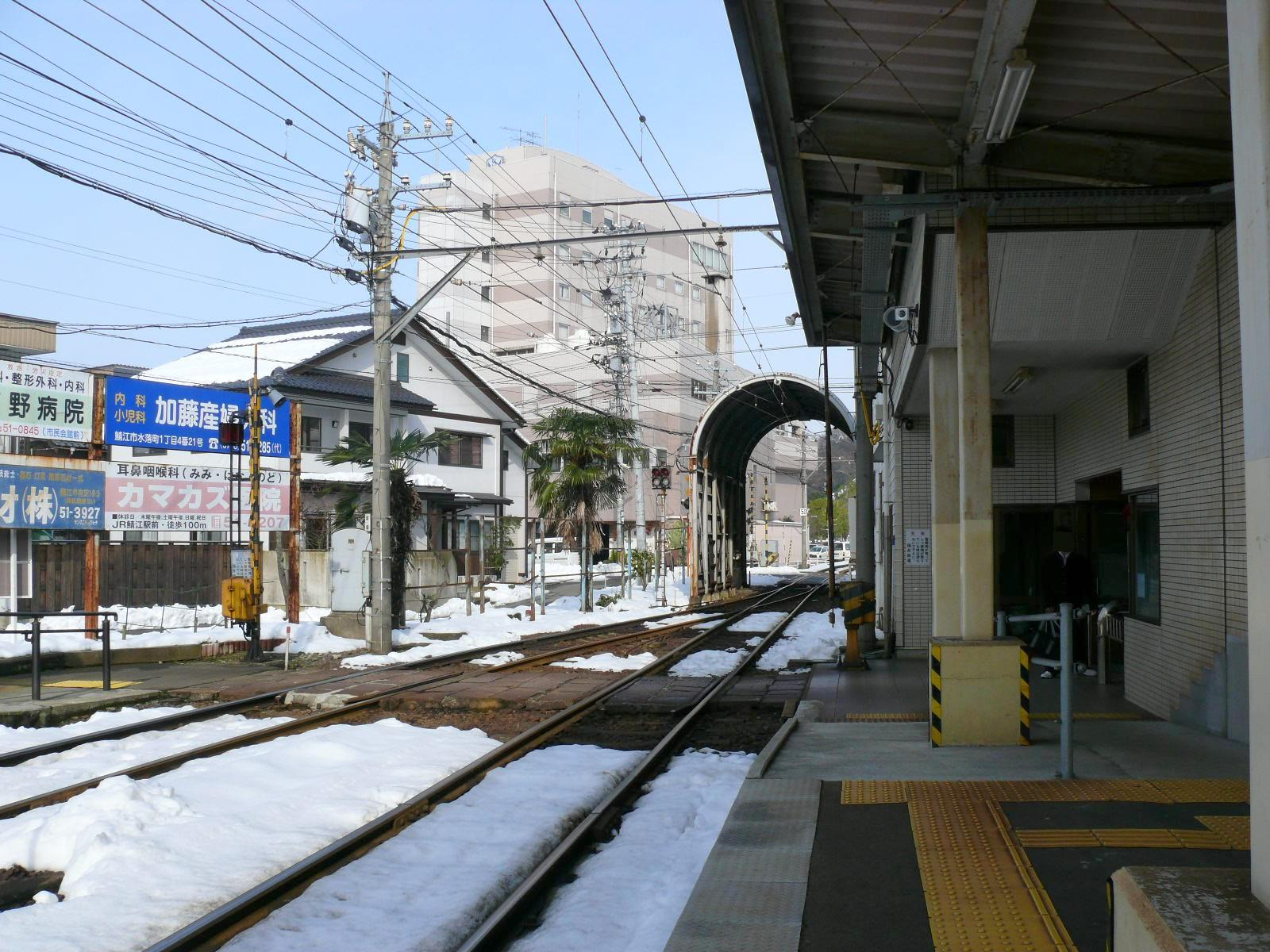
ホームから見た構内踏切。右側が改札口となる（2010年1月）
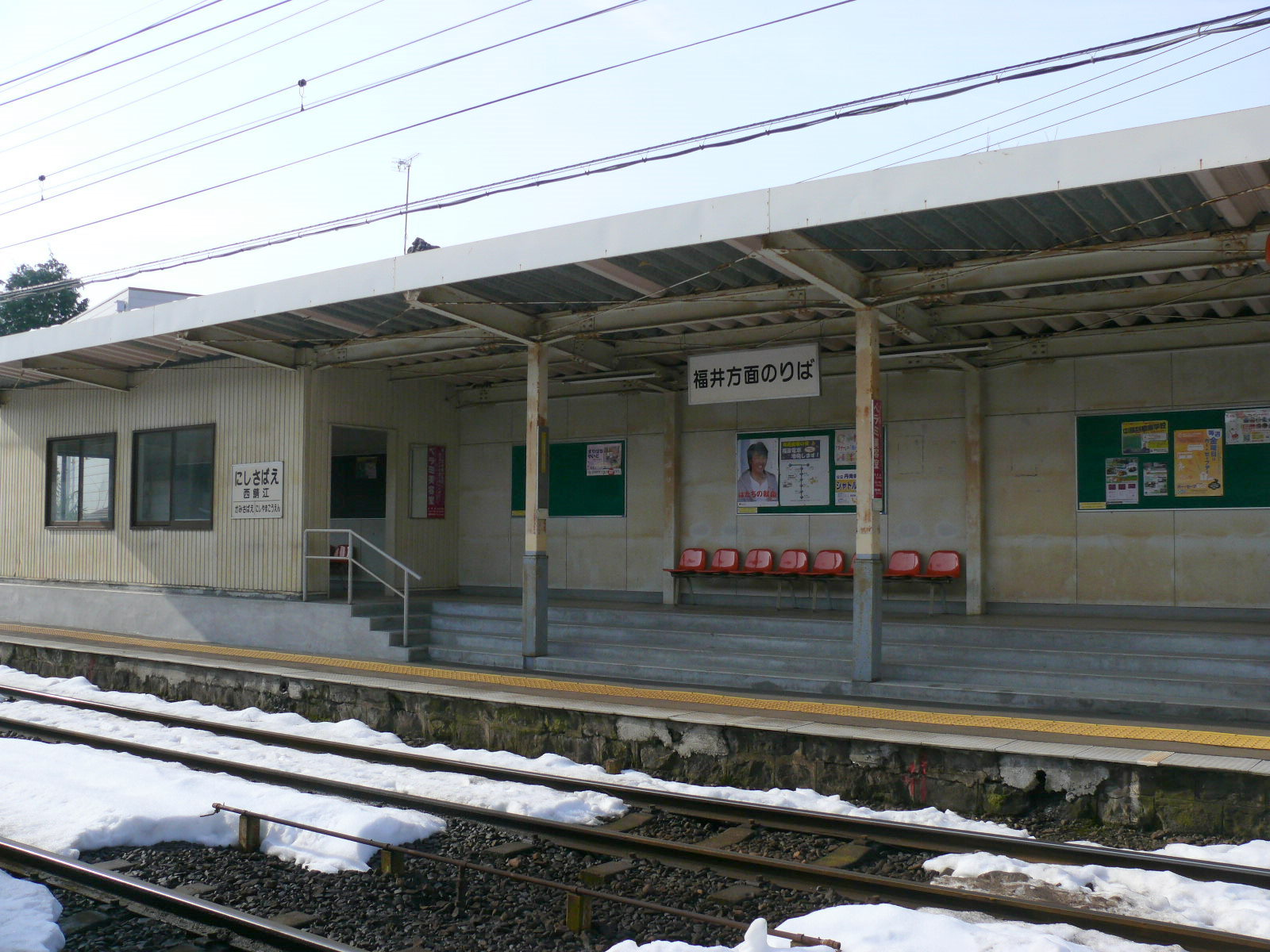
1番(元2番)ホームと待合室（2010年1月）

## 利用状況
「鯖江市統計書」によると、1日平均の乗車人員は以下の通りである。
| 乗車人員推移 | 乗車人員推移 |
| 年度         | 1日平均人数  |
| ------------ | ------------ |
| 2001年       | 407          |
| 2002年       | 388          |
| 2003年       | 363          |
| 2004年       | 336          |
| 2005年       | 345          |
| 2006年       |              |
| 2007年       | 338          |
| 2008年       |              |
| 2009年       |              |
| 2010年       | 346          |
| 2011年       | 327          |
| 2012年       | 339          |
| 2013年       | 329          |
| 2014年       | 339          |
| 2015年       | 348          |
| 2016年       | 343          |
| 2017年       | 314          |
| 2018年       | 303          |
| 2019年       | 286          |

## 駅周辺
駅北側にタクシー乗り場あり。また、鯖江市のコミュニティバス「つつじバス」の停留所がある。
- 西山公園
  - 道の駅西山公園
    - 鯖江市観光案内所（鯖江観光協会運営）

  - 鯖江市西山動物園
- 鯖江市嚮陽会館
  - ハローワークプラザさばえ
  - ハローワークたけふ マザーズコーナー
- 誠照寺
- サバエ・シティーホテル
- ワイプラザ鯖江
- 国道417号

## 隣の駅
福井鉄道
■福武線
■臨時急行
通過
■急行
家久駅 (F3) - 西鯖江駅 (F5) - 水落駅 (F7)
■区間急行・■普通
サンドーム西駅 (F4) - 西鯖江駅 (F5) - 西山公園駅 (F6)